# Hongren (Maler)

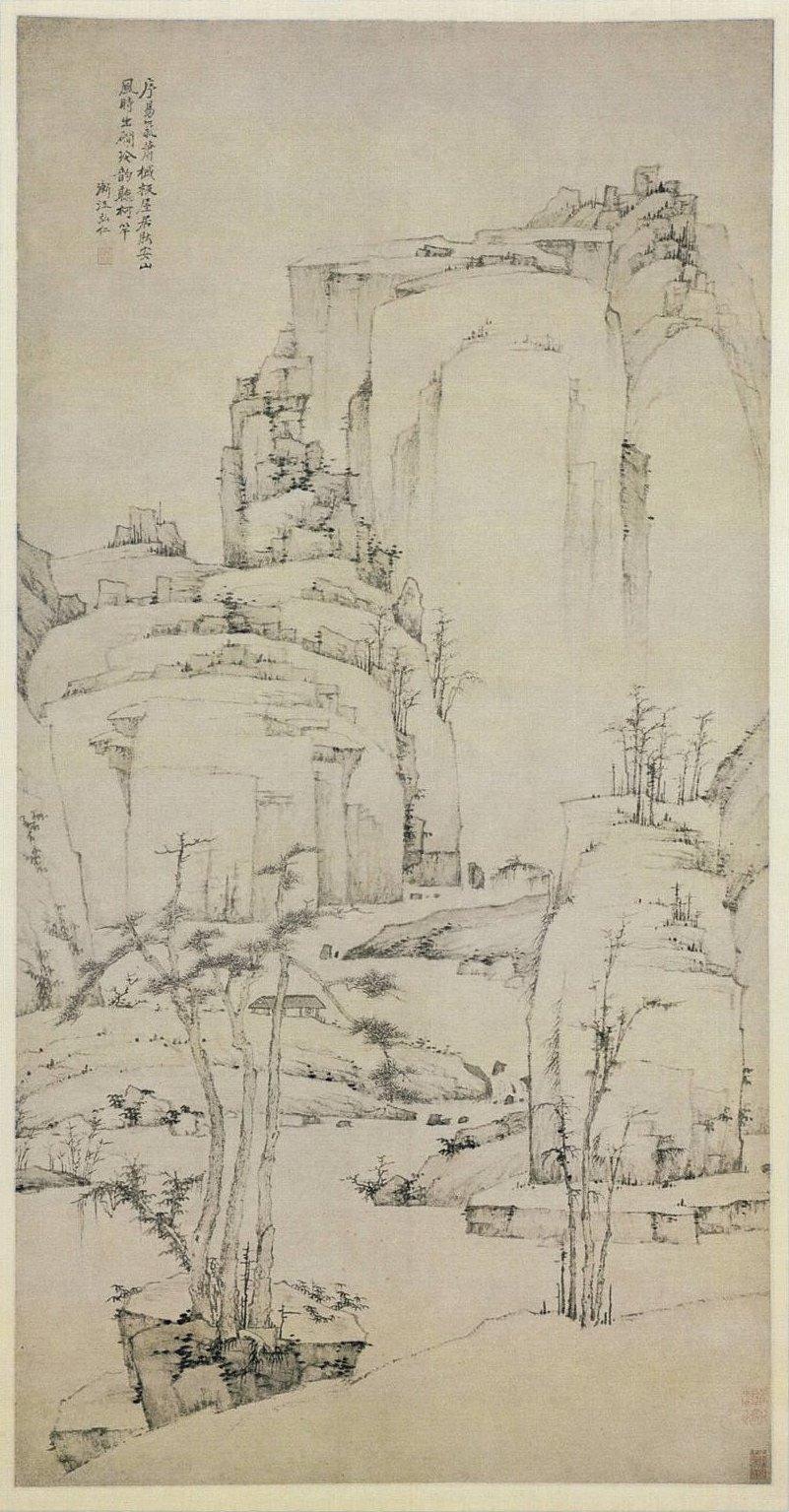
Ankunft des Herbstes, etwa 1660, Honolulu Museum of Art

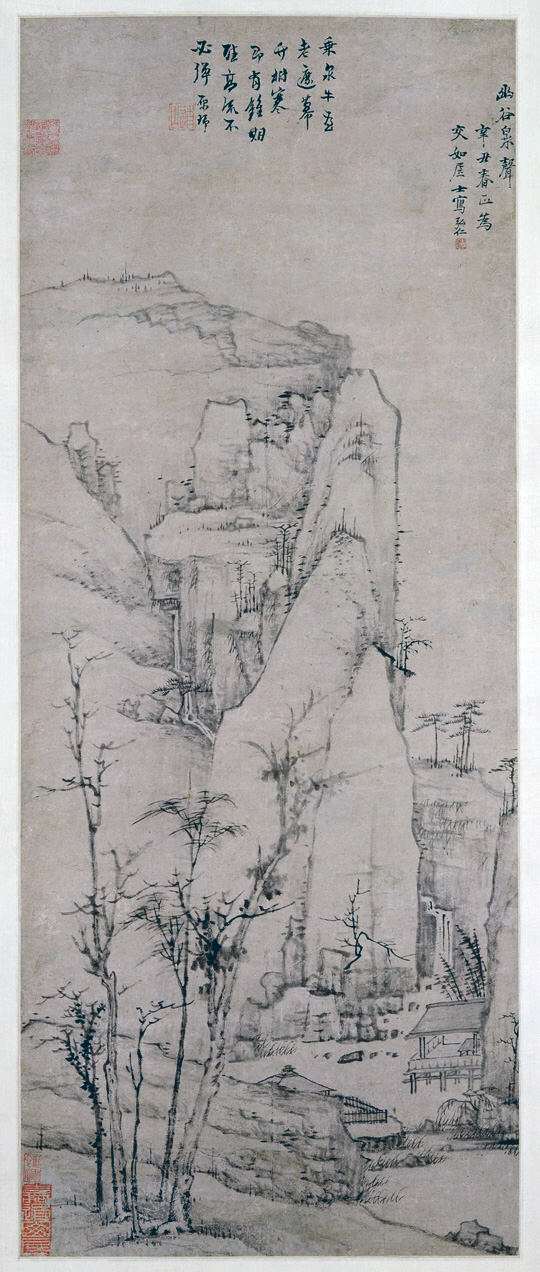
Klang einer Quelle im einsamen Tal, Metropolitan Museum of Art

Hongren (chinesisch 弘仁, Pinyin Hóngrén, W.-G. Hung-jen; persönlicher Name Jiang Tao chinesisch 江韬, Pinyin Jiāng Tāo, Künstlernamen Jianjiang chinesisch 漸江, Pinyin Jiàn Jiāng;  geboren um 1610; gestorben 1664 in She Xian) war ein chinesischer Maler der späten Ming- und Qing-Dynastie und buddhistischer Mönch. Er ist als einer der bedeutendsten Meister der Anhui-Schule bekannt und schuf am Höhepunkt seines Schaffens Landschaftsbilder in unverwechselbarem Stil.

## Leben
Über den Geburtsort von Hongren gibt es verschiedene Angaben, er könnte in Xiuning oder She Xian geboren worden sein. Wahrscheinlich wuchs er in She Xian auf. Seine Familie hatte in der Region des südlichen Anhui gewissen Einfluss. Hongrens Vater starb jedoch zeitig, so dass Hongren mit dem Sammeln von Feuerholz oder Wassertragen zusätzliches Einkommen für seine Mutter erwerben musste. Später schrieb er alte Texte ab und verdingte sich als Schreiber. Als auch seine Mutter starb, geriet er in eine Krise und gab alle Pläne zur Familiengründung auf.
Als Jugendlicher erhielt Hongren eine klassische konfuzianische Bildung und bestand die Beamtenprüfung auf dem Niveau eines Shengyuan. Danach studierte er nicht weiter, begann aber auch keine Beamtenlaufbahn. Als die Ming-Dynastie kollabierte und Jiangnan im Jahre 1645 von den Truppen der zukünftigen Qing-Dynastie erobert wurde, floh Hongren mit Wang Muli – wahrscheinlich handelt es sich dabei um seinen Lehrer Wang Wuyai – nach Fujian. Beide Männer wurden dort zen-buddhistische Mönche; hier nahm Hongren seinen Klosternamen Hongren und seinen Künstlernamen Jianjiang an. Der Eintritt ins Klosterleben dürfte durch religiöse Überzeugung, aber auch durch die Gefahr von politischer Verfolgung motiviert gewesen sein. Hongren stand der Mandschu-dominierten Qing-Dynastie ablehnend gegenüber und zahlreiche seiner Freunde hatten während der Ming-Dynastie Ämter innegehabt. Seine Freunde Wang Muli, Wang Taizheng und Xu Chu waren sogar in einer Gesellschaft, die die Ming-Dynastie wiederherstellen wollte, beigetreten.
Im Jahre 1651 oder 1652 kehrte Hongren in seine Heimat zurück, bewohnte jedoch weiterhin verschiedene Klöster der Region, auch jene des Gebietes um das Huangshan-Gebirge. Von dort aus unternahm er einige Reisen: er besuchte mindestens drei Mal das Huangshan-Gebirge, 1658 weilte er in Nanjing, 1661 besuchte er Yangzhou und Hangzhou, 1663 den Lu Shan. Hongren verstarb am Berg Piyun in She Xian. Seinem Wunsch folgend wurde sein Grab mit Pflaumenbäumen gesäumt, wovon sich sein posthumer Name alter Pflaumenblüten-Mönch (梅花古衲, Meihua Guna) ableitet.

## Werk
Die älteste erhaltene Arbeit von Hongren ist Teil einer Serie Bildrollen, die Hongren mit anderen Künstlern aus Anhui geschaffen hat. Sie entstand 1639 und ist mit Jiang Tao signiert, sie wird im Shanghai Museum erhalten. Die Darstellungen greifen auf Themen aus der Yuan-Dynastie zurück, speziell auf Ni Zans Darstellung eines einfachen Pavillons mit gewundenem Weg. Auch andere Arbeiten, die in Tokio zu sehen sind, lehnen sich mit den großen leeren Flächen und den Darstellungen von Pavillons an Ni Zan an. Die auf hohen Klippen stehenden Pavillons zeigen bereits den Stil späterer Arbeiten von Hongren an.
Für die Zeit zwischen 1639 und 1651 gibt es kaum Arbeiten, die sicher Hongren zugeschrieben werden können. Zwischen 1651 und 1663 erreichte die künstlerische Tätigkeit Hongrens ihren Höhepunkt. In dieser Zeit machte er den Malstil von Ni Zan mit dem sparsamen Einsatz von Landschaftsformen bekannt und beliebt. Hongrens Stil zeichnet sich durch leichte Pinselstriche, wenig Tuscheverlauf und wenige markante Striche aus. Seine Landschaften zeigen oft steil aufragende Berge mit flachen Gipfeln. Als bedeutendstes Werk gilt Ankuft des Herbstes, das auf etwa 1660 datiert wird. Es zeigt einen Fluss, der sich durch eine Felsformation schlängelt und einen hoch aufragenden Berg im Hintergrund. Auch dieses Bild spiegelt den Einfluss von Ni Zan wider; die Anordnung kleiner Felsen zwischen größeren Objekten dürfte aber von Huang Gongwang inspiriert sein. Die Komposition hingegen hat Hongren zweifellos von Bildern aus der Nördlichen Song-Dynastie übernommen, die er bei seinem Besuch in Nanjing gesehen haben muss.
Abgesehen von Ankunft des Herbstes sind von Hongren Beiträge zu einer Serie Bildrollen aus dem Jahre 1651 erhalten. Eine Sammlung von Landschaftsbildern, die er 1657 in Nanjing geschaffen hat, bemalte Fächer aus dem Jahre 1655 und die Bildrolle Landschaften des Feng-Flusses aus dem Jahre 1661 haben die Zeiten ebenfalls überlebt.